# محمدعلی دهینی
محمدعلی دهینی (عربی: محمد علي نجيب دهيني؛ زادهٔ ۱ مارس ۱۹۹۴) بازیکن فوتبال اهل لبنان است.
وی همچنین در تیم ملی فوتبال لبنان بازی کرده‌است.